# Gampriner Seele
Gampriner Seele je jedino jezero u Lihtenštajnu. Nastalo je usljed poplave rijeke Rajne uz ogromnu eroziju 1927. godine. Jezero se nalazi na 435 metara nadmorske visine u selu Bendern – Gamprin.
Gampriner Seele okružen je gustom listopadnom šumom od biljaka kao što su trska, živice i drveće. Vlada Lihtenštajna je 1961. godine ovo jezero stavila pod zaštitu. Nakon uklanjanja otpada, kakvoća vode se stabilizirala na ocjenu B. Od 1979, cjevovod od obližnjeg unutrašnjeg kanala opskrbljuje jezero svježom vodom i dovoljnom količinom kisika. Godinu dana nakon toga,  rakovi su introducirani u jezero.
Labudovi su se u blizini jezera počeli razmnožavati 1970-ih. Prvi put su viđeni u kneževini 1972. u Sägaweiheru u Nendelnu. Sljedećih godina doselili su se i na Gampriner Seele.

## Rijetke vrste u i oko jezera

### Biljke
- Hippuris vulgaris
- Lemna trisulca

### Životinje
- rod Rutilus, rod Scardinius, rakovi[2]
- rod Alburnus, deverika, rod Esox
- ptice: mali gnjurac, rod Gallinula, divlja patka, rod Fulica, crvenokljuni labud